# Bataille d'Enniscorthy
Rébellion irlandaise
Batailles
- Ballymore-Eustace
- Naas
- Prosperous
- Kilcullen
- Carlow
- Harrow
- Tara Hill
- Oulart Hill
- Enniscorthy
- Newtownmountkennedy
- Three Rocks
- Bunclody
- Tuberneering
- New Ross
- Antrim
- Arklow
- Saintfield
- Ballynahinch
- Duncairn
- Ovidstown
- Foulksmills
- Vinegar Hill
- Ballyellis

- 1er Killala
- Ballina
- Castlebar
- Collooney
- Ballinamuck
- 2e Killala
- Île de Toraigh

La bataille d'Enniscorthy se déroula lors de la Rébellion irlandaise de 1798.

## La bataille
Le 28 mai 1798, à une heure de l'après-midi, les rebelles irlandais attaquèrent les troupes britanniques qui occupaient la ville d'Enniscorthy. Les Rebelles firent entrer un troupeau de bovins par la porte Duffry, créant la confusion dans les rangs des loyalistes. Après une défense d'environ 3 heures, les loyalistes abandonnèrent la ville et prirent la fuite vers Wexford.